# 가시지네이끼과
가시지네이끼과(Jubulaceae)는 세줄이끼목에 속하는 우산이끼류과의 하나이다. 가시지네이끼 (Jubula hutchinsiae subsp. japonica)를 포함하여 2속 2종으로 이루어져 있다.

## 하위 속
- 지네이끼속 (Frullania) - 별도의 지네이끼과로 분류하기도 함
- 가시지네이끼속 (Jubula) - 유일종 가시지네이끼 (Jubula hutchinsiae)
- Nipponolejeunea - 유일종 Nipponolejeunea pilifera